# زائور بوتایف
زائور بوتایف (به روسی: Заур Ботаев؛ زادهٔ ۶ مهٔ ۱۹۷۹) کشتی‌گیر سابق روسیه‌ای در دستهٔ ۶۶ کیلوگرم کشتی آزاد است. او برندهٔ مدال برنز مسابقات قهرمانی کشتی جهان (۲۰۰۲) و قهرمان مسابقات قهرمانی کشتی اروپا (۲۰۰۲) است. در سال‌های بعد ایربک فارنیف جانشین او در تیم ملی کشتی روسیه شد. 
بوتایف ابتدا در ردهٔ جوانان در ۱۹۹۸ قهرمان جهان و دو بار هم در سال‌های ۱۹۹۸ و ۱۹۹۹ قهرمان اروپا شد. او سهمیهٔ المپیک ۲۰۰۰ سیدنی را برای روسیه در دستهٔ ۶۹ کیلوگرم از مسابقات گزینشی مینسک کسب کرد. او در دستهٔ ۶۶ کیلوگرم مسابقات قهرمانی اروپا ۲۰۰۲ باکو با شکست نیکولای پاسلار بلغارستانی و المان عسگروف از جمهوری آذربایجان قهرمان شد. بوتایف رقیب علیرضا دبیر در نیمه‌نهایی مسابقات قهرمانی جهان ۲۰۰۲ تهران بود که در رقابتی نزدیک که به جنجال کشیده شد، با نتیجهٔ ۲–۱ شکست خورد و به مدال برنز رسید. در سال‌های پس از آن، او از ایربک فارنیف در فینال مسابقات قهرمانی کشور روسیه شکست خورد و دوبنده تیم ملی روسیه را از دست داد.